# Chiesa di Maria Immacolata e di San Giorgio
La chiesa comparrocchiale di Santa Maria Immacolata e di San Giorgio è un edificio religioso che si trova nei pressi di Origlio.

## Storia
La struttura viene citata per la prima volta in documenti storici risalenti al XV secolo. A partire dal 1622 la chiesa venne completamente ricostruita, mentre fra il 1764 ed il 1769 vennero aggiunti il coro e l'abside. Il campanile è del XVIII secolo.

## Descrizione

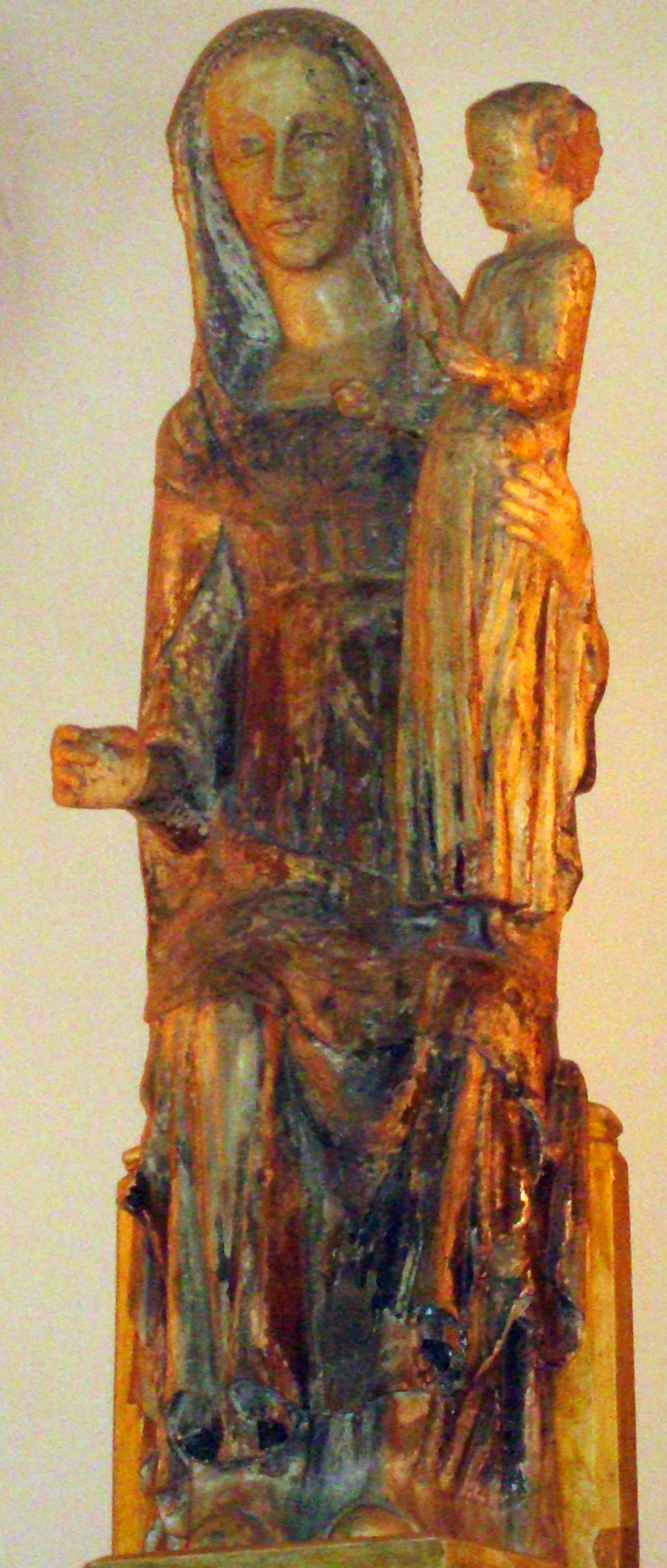
Statua lignea dell'inizio del XV secolo

La chiesa ha una pianta ad unica navata coperta da una volta a botte lunettata; sui fianchi della navata si aprono quattro cappelle laterali. La facciata è rimasta incompiuta.

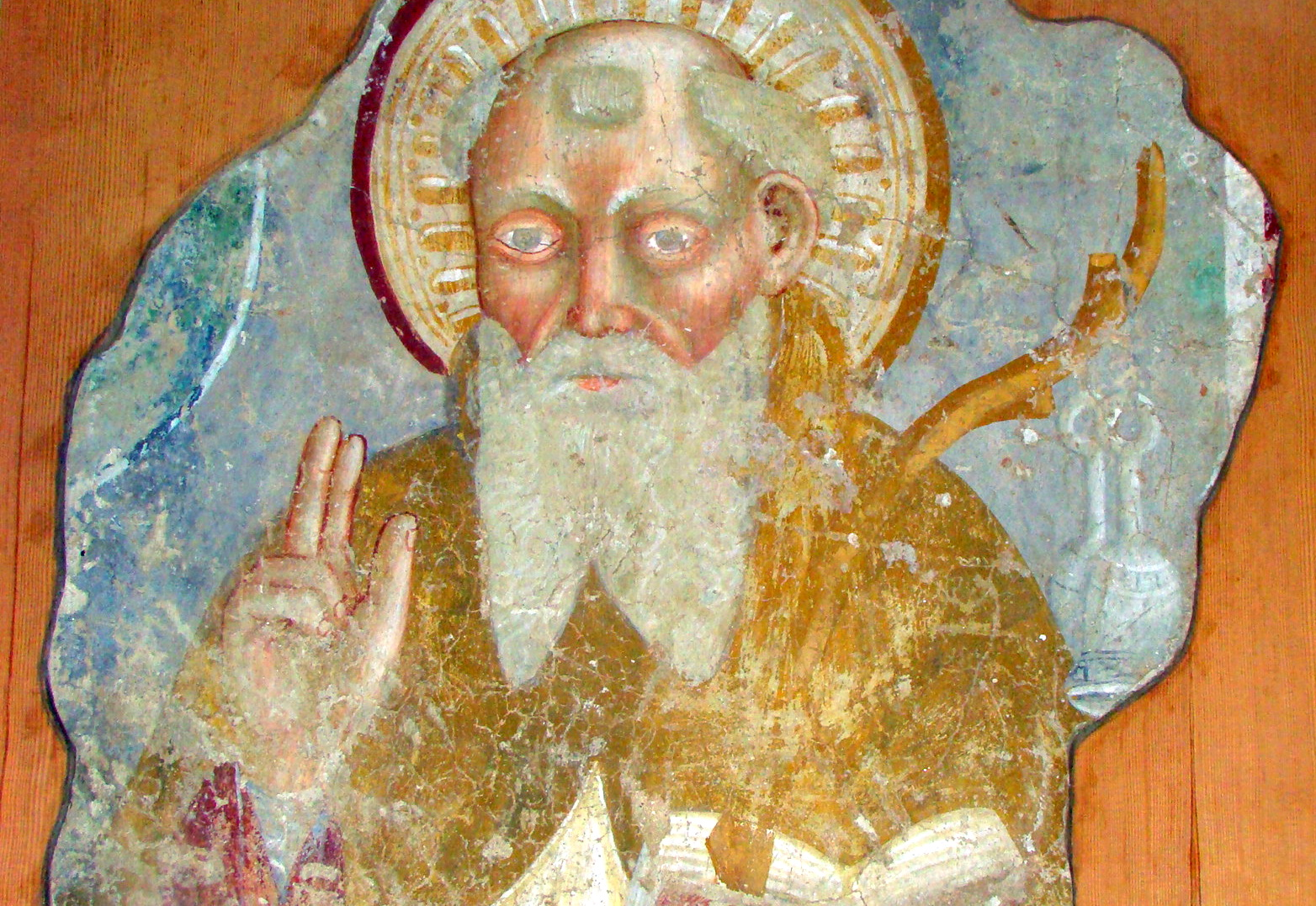
Affresco staccato con Sant'Antonio abate